# Матвеев, Владимир Георгиевич
Влади́мир Гео́ргиевич Матве́ев (1919—?) — советский геолог. Лауреат Ленинской премии 1966 года.

## Биография
Владимир Георгиевич Матвеев родился в станице Слепцовской Терской области в 1919 г.
В 1945 г. окончил Грозненский нефтяной институт, до 1952 г. работал в Грозном. В 1954 г. окончил Академию нефтяной промышленности в Москве.
В 1954—1960 главный инженер конторы, в 1960—1964 главный инженер треста «Казахстаннефтегеофизика».
В 1964—1967 начальник отдела, в 1967—1979 начальник Управления геофизических работ Министерства геологии Казахстана.
Первооткрыватель месторождений Жетыбай, Узень и других.
Лауреат Ленинской премии 1966 года за участие в открытии Мангышлакской нефтегазоносной провинции.